# Нулева династия на Древен Египет
Нулевата династия на Древен Египет е част от т.нар. Додинастичен период на Египет, съответстващ на археологическия термин на културата Накада III. Периодът в историята на Древен Египет е до управлението на Първата династия. Терминът е предложен от английския археолог и египтолог Флиндерс Питри.

## Фараони от Нулевата династия
- Хор или Horus
- Скорпион I, упр. ок. 3200 пр.н.е., погребан в гробницата Абидос
- Хор-Крокодил, упр. ок. 3100 пр.н.е.
- Ири-Хор или Ra-Hor, упр. ок. 3000 пр.н.е.
- Двоен сокол, упр. ок. 3200 пр.н.е.
- Хеджи-Хор или Hor-hedju, Hedju-Hor, упр. ок. 3200 пр.н.е.
- Хор-Лъв или Horus Lion
- Скорпион II, упр. ок. 3100 пр.н.е.
- Ни-Хор или Nu-Hor, упр. ок. 3100 пр.н.е.
- Хат Хор или Hatj-Hor, упр. ок. 3100 пр.н.е.
- Пе-Хор или Pen-abu, Hor-pen-abu, упр. ок. 3064 – 3055 пр.н.е.
- Ка или Ka-Seken, упр. ок. 3100 пр.н.е.
- Нармер, Hor-nar-mer, упр. ок. 3000 пр.н.е., последен от династията
- Шеш, Shesh, царица, вероятно се омъжва за Скорпион, майка на Нармер.